# Ямаока, Котаро
Ямаока Котаро (яп. 山岡 光太郎, тур. Ömer Yamaoka, 7 марта 1880 — 23 сентября 1959) — перешедший в ислам японский военный деятель. Стал хаджи и впоследствии принял имя Омер Ямаока (яп. オマル山岡).

## Военная деятельность
Он был отправлен в Маньчжурию через год после начала Русско-японской войны в составе Армии Великой Японской империи. После войны выполнял миссии в Маньчжурии, Монголии и Корее. За время войны стал членом националистического движения «Общество Черного Дракона». Миссия Ямаока была выполнена в 1908 году, он вернулся в Японию.
Японская секретная служба стремилась переманить на стою стороны российских тюрков и мусульман, поскольку было признано, что они были настроены против царя. Этой целью занимался панисламистский сибирскотатарский агитатор Абдуррашид Ибрагим, находившийся в Токио в 1909 году.